# Chetone ithrana
Chetone ithrana är en fjärilsart som beskrevs av Butler 1871. Chetone ithrana ingår i släktet Chetone och familjen björnspinnare. Inga underarter finns listade i Catalogue of Life.